# La Gravelle
La Gravelle település Franciaországban, Mayenne megyében. Lakosainak száma 570 fő (2022. január 1.). La Gravelle Bréal-sous-Vitré, Le Pertre, La Brûlatte, Saint-Cyr-le-Gravelais, Saint-Pierre-la-Cour és Loiron-Ruillé községekkel határos.

## Népesség
A település népességének változása:
| Lakosok száma | 393  | 404  | 477  | 536  | 522  | 519  | 546  | 563  | 571  | 570  |
|               | 1968 | 1982 | 1990 | 2006 | 2013 | 2015 | 2017 | 2019 | 2020 | 2022 |